# Uszoljei járás (Irkutszki terület)

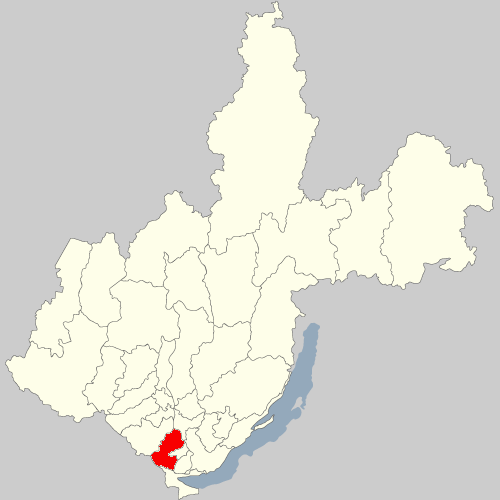
Az Uszoljei járás az Irkutszki területen

Az Uszoljei járás (oroszul Усо́льский райо́н) Oroszország egyik járása az Irkutszki területen. Székhelye Uszolje-Szibirszkoje.

## Népesség
- 1989-ben 54 452 lakosa volt.
- 2002-ben 50 561 lakosa volt.
- 2010-ben 50 334 lakosa volt, melyből 47 543 orosz, 555 ukrán, 331 tatár, 169 fehérorosz, 165 burját stb.